# شيرين نشاط
شيرين نشاط (بالفارسية: شیرین نشاط) (مواليد 1957)هي مصورة، ومخرجة سينمائية، وكاتبة سيناريو من الولايات المتحدة الأمريكية. ولدت في قزوين، إيران.
تعيش شيرين نشاط في نيويورك، وتعود شهرتها الفنية في المقام الأول لأعمالها في مجال الفيلم والفيديو والتصوير الفوتوغرافي. تركز أعمالها الفنية على التناقضات بين الإسلام والغرب والأنوثة والذكورة والحياة العامة والحياة الخاصة والعصور القديمة والحداثة وسد الفراغات بين هذين الموضوعين.

## نشأتها
نشاط هي الابنة الرابعة بين خمسة أطفال لأهل أثرياء، نشأوا في مدينة قزوين المحافظة في شمال غرب إيران في «بيئة عائلية مسلمة دافئة وداعمة للغاية»، حيث أخذت القيم الدينية التقليدية عن أجدادها. كان والد نشاط طبيبا وأمها ربة منزل. قالت نشاط عن والدها أنه: "تخيل الغرب، ورومانسية الغرب، ورفض ببطء جميع قيمه الخاصة؛ كلاهما اتخذا المسلك ذاته. ما حدث، على ما أعتقد، هو أن هويتهم أخذت تتحلل ببطء، فتبادلوها من أجل الراحة، خدمة لطبقتهم الاجتماعية."
من ضمن التغريب الذي مرت به شيرين نشاط، التحقت بمدرسة داخلية كاثوليكية في طهران. وبسبب والدها أيديولوجيات معينة، قاده الأمر إلى تقبل الحركة النسوية بسلاسة. وقد شجع والد نشاط كل من بناته على «أن يمارسن استقلاليتهن كأفراد، وأن يخاطرن، وأن يتعلمن، وأن يتعرفن على العالم»، كما اهتم بإرسال بناته أبنائه لمتابعة دراستهم الأكاديمية والعلمية.
غادرت نشاط إيران في العام 1975 لدراسة الفنون الجميلة في جامعة كاليفورنيا بيركلي حيث أكملت شهادة البكالوريوس والماجستير. تخرجت نشاط من جامعة كاليفورنيا في بيركلي في عام 1983، حيث انتقلت بسرعة إلى مدينة نيويورك، عندما كانت هناك أدركت بسرعة أن الفن لن يكون مهنتها في ذلك الوقت. بعد لقاءها بزوجها المستقبلي، الذي أدار حيزًا فنيا بديلًا في مانهاتن يحمل اسم Storefront for Art and Architecture، خصصت 10 سنوات من حياتها للعمل معه في المؤسسة ومن هناك تلقت التربية الفنية الحقيقة.
خلال تلك الفترة لم تقم شيرين بأي محاولات جادة في الفن البصري التشكيلي، وقد دمرت محاولاتها وإنتاجاتها القليلة في وقت لاحق. عادت شيرين إلى إيران في عام 1990. "ربما كانت واحدة من أكثر التجارب المروعة التي مررت بها على الإطلاق. الفرق بين ما كنت أتذكره من الثقافة الإيرانية وما كنت أشهده كان هائلا. كان التغيير الذي بدا أمامي مخيفًا ومثيرًا في الوقت نفسه؛ لم أزر أبدا في آخر يعتمد على الأيديولوجيا بشكل أساسي، وكان أكثر ما يلفت الانتباه بالطبع هو التغيرات في المظهر الجسدي للناس والسلوكيات في الحيز العام."
تعاملت نشاط مع المشهد الفني في نيويورك بريبة وخوف، ورأت أن إنتاجاتها لم تكن متينة بما يكفي. وقد اعتبرت حيز ال- Storefront مختبرًا ثقافيا، ولم يكن ذلك بسبب احتكاكها بفئة الفنانين والمهندسين المعماريين والفلاسفة فحسب، بل كانت المحل الأولى التي أشعلت رغبتها وشغفها تجاه الفن من جديد، وجعلتها تفكر بعمق في نفسها وما تريد أن تصنعه بدورها فنانة. تقول نشاط في إحدى المقابلات: «لم أقدم خلال العشر سنوات هذه أي عمل فني، ولم ترضيني إنتاجاتي الفنية التي صنعتها لذلك دُمّرت في نهاية المطاف». عادت نشاط إلى إنتاجها الفني في عام 1993، حيث استهلت عودتها هذه بالصور الفوتوغرافية.

## أعمالها
كانت أعمال شيرين نشاط الأولى مجموعات من الصور الفوتوغرافية مثل سلسلة تستكشف من خلالها مفاهيم الأنوثة وعلاقتها بالأصولية والنزعة القتالية في بلدها الأم مثل السلسلتين نزع الستار (1993) (Unveiling) ونساء الله (Women of Allah) (1993-97). حاولت نشاط أن تصوّر تجربتها في التعامل مع التناقض بين الثقافة السائدة التي واجهتها بعد عودتها إلى موطنها وبين محيطها الثقافي في إيران ما قبل الثورة، أي الفترة التي نشأت فيها. في أولى مجموعاتها الفوتوغرافية، سلسلة نساء الله، تصور نساء بالأسود والأبيض من بينهن هي نفسها وباستخدام الخط اليدوي العربي كتبت على الصور أبيات شعر فارسي. بدا أن هذه الكتابات تغطي وجوه النساء وأجزاء من أجسادهن.
تتناول أعمالها القوانين الاجتماعية والثقافية والدينية للمجتمعات المسلمة والتعقيدات والتناقضات فيها، بين الرجل والمرأة على سبيل المثال. كثيرًا ما تشدد نشاط على هذا الموضوع من خلال الوسائط التي تستخدمها مثل عرض فيلمين بالتوازي لتمثيل ثنائية التناقض، أو خلق تناقضات بصرية باستخداك الضوء والظلام، الأسود والأبيض، الذكر والأنثى. تتطرق نشاط إلى الأبعاد الاجتماعية والسياسية والنفسية لتجربة المرأة في المجتمعات الإسلامية المعاصرة. وعلى الرغم من أنها تقاوم التصويرات النمطية للإسلام، إلأ أنها لا تحرص على إظهار النزعة الجدلية لأعمالها بوضوح. وبدلا من ذلك، تصور في أعمالها القوى الفكرية والدينية المعقدة التي تشكل هوية النساء المسلمات في جميع أنحاء العالم وفي موطنها على وجه الخصوص من خلال الخوض في مفاهيم مثل الاستشهاد، ومساحات النفي، وقضايا الهوية والأنوثة.
في الأعوام 2001-2002، تعاونت شيرين نشاط مع المغنية والملحنة الإيرانية سوسن ديهيم وأثمر هذا التعاون عن «منطق الطير» (Logic of the Birds)، وهو عمل فني متعدد الوسائط أنتجته منسقة المعارض ومؤرخة الفن روز-لي غولدبيرغ، عُرض لأول مرة في مهرجان لينكولن سنتر الصيفي في عام 2002، ثم في جولة في معهد ووكر للفنون في مينيابوليس وفي آرت-إنجيل في لندن. تستخدم شيرين الصوت والموسيقى في عملها هذا وفي أعمال أخرى من أجل تصميم قطعة جذابة ومثيرة للعاطفة يتردد صداها في آذان المشاهدين من الثقافات الشرقية والغربية على حد سواء. تقول في مقابلة أجرتها معها مجلة Bomb في العام 2000: "تصير الموسيقى روحًا، تتحول إلى مسألة شخصية، إلى حدس، وتقوم بتحييد الجوانب الاجتماعية والسياسية للعمل الفني. هذا المزيج من الصور والموسيقى يسعى إلى خلق تجربة تحرك الجمهور."
عندما كانت نشاط أول مرة تستخدم الفيلم، تأثرت بعمل المخرج الإيراني عباس كياروستامي. أخرجت العديد من مقاطع الفيديو، من بينها (Anchorage1996)، والمتوقعة على حائطين متعارضين: (Shadow under the Web (1997)، Turbulent (1998)، Rapture(199 و (Soliloquy(1990 أصبح اعتراف نشاط عالمياً أكثر في عام 1999، عندما فازت بالجائزة الدولية لفينولي البندقية الثامن والأربعين مع الاضطراب والنشوة، وهو مشروع يضم ما يقرب من 250 مزارعاً أنتجها Galerie Jérôme de Noirmont الذي حقق نجاحًا عامًا وعامًا بعد في شهر مايو من عام 1999، أقامت نشأت تجربة فريدة من نوعها في عالم الفن في شيكاغو، حيث حاولت التصوير للمرة الأولى بهدف خلق صدمة جمالية وشاعرية وعاطفية. تم عرض ألعاب الشطرنج، وهي فيديو وقطعة تصوير فوتوغرافي، بين 3 سبتمبر و 3 أكتوبر في غلادستون غاليري في بروكسل قبل الانتقال في نوفمبر إلى غاليري جيروم دي نوارمونت في باريس. والفيلم الذي يوجد مقره في لاوس يركز على مجموعة صغيرة من كبار السن الذين يغنون أغاني شعبية بكلمات جنسية، وهي ممارسة كانت تقترب من التقادم.
في عام 2009 فازت بجائزة الأسد الفضي لأفضل مخرج في مهرجان البندقية السينمائي السادس والستين لأول ظهور لها في الإخراج «نساء بلا رجال»  استناداً إلى رواية شهرنوش بارسيبور التي تحمل نفس الاسم. وقالت عن الفيلم: «لقد كان هذا عملاً حبًا لمدة ست سنوات. (...) يتحدث هذا الفيلم إلى العالم وبلادي.» يدرس الفيلم الانقلاب المدعوم من بريطانيا وأميركا عام 1953، حل محل الحكومة المنتخبة ديمقراطيا في إيران مع نظام ملكي.
في يوليو 2009 شاركت نشاط في إضراب عن الطعام لمدة ثلاثة أيام في مقر الأمم المتحدة في نيويورك احتجاجًا على الانتخابات الرئاسية الإيرانية لعام 2009.

## المعارض والمهرجانات
منذ معرضها الفردي الأول، في فرانكلين فرنس في نيويورك عام 1993، ظهرت نشاط في معارض فردية في متحف الفن الحديث في مكسيكو سيتي. متحف الفن المعاصر، هيوستن. (Walker Art Centre، Minneapolis 2002)؛ كاستيلو دي ريفولي، تورين؛ Dallas Museum of Art 2000؛ (Wexner Center for the Arts، Columbus)؛ معهد الفن في شيكاغو. معرض سربنتين، لندن. (Museo de Arte Contemporáneo de Castilla y León)؛ (and the Hamburger Bahnhof، Berlin Leó 2005). في عام 2008، افتتح معرضها المنفرد «نساء بلا رجال» في آروس آرهوس كونستموسيوم، الدنمارك، وسافر إلى المتحف الوطني للفن المعاصر في أثينا، وإلى كولتورهوسيت في ستوكهولم. أدرجت في Prospect.1، بينالي نيو اورليانز 2008، documenta XI ، 2000 بينالي بينالي، و 1999 بينالي البندقية 1999. في عام 2012، أقامت شيرين نشاط معرضًا فرديًا في سنغافورة، Game of Desire في Art Plural Gallery.وكان من المقرر افتتاح معرض استعادي كبير عن عمل نشأت الذي ينظمه معهد ديترويت للفنون في عام 2013.
منذ عام 2000 شاركت نشاط أيضاً في مهرجانات الأفلام، بما في ذلك مهرجان تيلوريد السينمائي (2000)، مهرجان شيكاغو السينمائي الدولي (2001)، مهرجان سان فرانسيسكو السينمائي الدولي (2001)، مهرجان لوكارنو السينمائي الدولي (2002)، مهرجان تريبيكا السينمائي (2003). مهرجان صندانس السينمائي (2003)، ومهرجان كان السينمائي (2008).
في عام 2013، كانت عضوًا في لجنة التحكيم في مهرجان برلين الدولي للسينما الثالث والستين.

## المعرض الأخير

### الأحلام
يسر ديريمت الإعلان عن DREAMERS ، وهو معرض لشيرين نشاط، برعاية هاينز بيتر شويشفيل. سيشتمل العرض على تثبيتين للفيديو. «روخا» (2016) و «سارة» (2016) بالإضافة إلى سلسلة من الصور الجديدة بعنوان «الحالمون». يدور كل مقطع فيديو حول الأنثى الفردية التي تبقى رواياتها العاطفية والنفسية على حدود الحلم والواقع. الجنون والعقلانية والوعي الفرعي حيث يواجه كل منهما القلق الداخلي المتميز الخاص به.
تشترك هذه الأفلام الجميلة ذات اللونين الأسود والأبيض في تأثيرات بصرية مماثلة وسريحية مماثلة. استنادًا إلى جوانب من أحلام الفنان المتكررة والذكريات والشعور بالحنين؛ تمكن نشاط من تحقيق جودة مذهلة من خلال الروايات البسيطة وغير الخطية والاستخدام الفعال لتقنيات الكاميرا الخفية. في جميع الأعمال، تصبح المناظر الطبيعية والمناظر المعمارية المتجانسة المتميزة عناصر مهيمنة في الروايات الموجزة، والتي تحقق بشكل غير مباشر في قضايا الجنس، والسلطة، والتهجير، والاحتجاج، والهوية، والمسافة بين الشخصية والسياسية.

### إعتراف
كان نشاط فنانًا مقيمًا في مركز ويكسنر للفنون (2000) وفي MASS MoCA (2001). في عام 2004، حصلت على درجة الدكتوراه الفخرية من جامعة Universität der Künste في برلين. وفي عام 2006، حصلت على جائزة دوروثي وجائزة ليليان غيش، وهي واحدة من أغنى جوائز الفنون، والتي تمنح سنوياً إلى «رجل أو امرأة قدم إسهاما بارزا لجمال العالم ولتمتع الإنسان وفهمه للحياة.»

في عام 2010، تم تسميت نشاط فنانًا للعقد من قبل هافينغتون بوست الناقد ج. روجر دينسون، "لدرجة أن الأحداث العالمية لها أكثر من مجرد مقابلة الفنان في جعل فنها ذا صلة مزمنة بثقافة عالمية متزايدة"، لعكس "الأيديولوجية". الحرب التي تدور رحاها بين الإسلام والعالم العلماني حول مسائل الجنس والدين والديمقراطية، "ولأن" تأثير عملها يتجاوز كثيراً مجالات الفن في عكس الكفاح الأكثر حيوية وبعيدة المدى لتأكيد حقوق الإنسان ".
في عام 2015، اختارت آني ليبوفيتز شركة Neshat والتقطت صورًا لها كجزء من تقويم Pirelli الـ 43 الذي احتفل ببعض النساء الأكثر إلهامًا في العالم

## سوق الفن
كانت سيندي شيرمان أول شخص يشتري عمل نشاط في معرض أنينا نوسي عام 1995.

## مؤلفاتها
- Women of Allah
- منشأتين
- شيرين نشاط:2002-2005
- شيرين نشاط: توبا

### دار الاوبرا
في مهرجان سالزبورغ في عام 2017، قام نشاط بإخراج أوبرا عايزة من جوزيبي فيردي، مع ريكاردو موتي كموصل وأنا نتربكو يغنون الشخصية الرئيسية. وعندما سئل منظمو المهرجان عن التحدي الخاص الذي تواجهه امرأة إيرانية لتقديم مسرحية تتناول تهديدات الطاعة السياسية والدين للحياة الخاصة والحب، قال نشاط «في بعض الأحيان تكون الحدود بين عايدة وأنا غير واضحة.»

## أعمالها
- Turbulent ، 1998. اثنين من تركيب قناة الفيديو / الصوت.
- نشوة الطرب، 1999. تركيبتان فيديو / صوتي للقناة.
- Soliloquy، 1999. Color video / audio installation with artist as the champ.
- Fervor، 2000. Two video channel / audio installation.
- Passage، 2001. تركيب واحد لقناة فيديو / صوت.
- المنطق من الطيور، 2002. أداء الوسائط المتعددة.
- Tooba، 2002. تركيبتان فيديو / صوتي للقناة مبنيان على رواية شاهرنوش بارسيبور «نساء بلا رجال».
- Mahdokht، 2004. ثلاثة قنوات فيديو / تركيب صوتي.
- Zarin، 2005. Single channel video / audio installation.
- Munis، 2008. Color video / audio installation based on shahrnush Parsipur’s novel Women Without Men.
- Faezeh، 2008. Color video / audio installation based on Shahrnush Parsipur’s novel Women Without Men.
- حيازة، 2009. تركيب فيديو / صوت أبيض وأسود.
- Women Without Men، 2009. فيلم روائي طويل يرتكز على رواية شهرنوش بارسيبور «نساء بلا رجال».
- الأوهام والمرايا، 2013. فيلم بتكليف من ديور ويضم ناتالي بورتمان.
- أبحث عن Oum Kulthum، 2017، film.

## جوائز
حصلت على جوائز منها:
- جائزة الأسد الفضي [الإنجليزية]‏.
  - الجائزة الدولية الأولى في بينالي البندقية (1999)
  - الجائزة الكبرى في Kwangju Biennale (2000)
  - جائزة الفنون البصرية من مهرجان أدنبره السينمائي الدولي (2000)
  - جائزة Infinity Award من المركز الدولي للتصوير الفوتوغرافي في نيويورك (2002)
  - جائزة ZeroOne من Universität der Künste Berlin (2003)
  - جائزة هيروشيما للحرية من متحف هيروشيما سيتي للفنون (2005)
  - دوروثي وجائزة ليليان غيش في نيويورك (2006)
  - مؤسسة مؤسسة روكفيلر ميديا آرتس في نيويورك (2008)
  - جائزة الإنجاز الثقافي، جمعية آسيا في نيويورك (2008)
  - جائزة Cinema for Peace الخاصة، Hessischer Filmpreis ، ألمانيا (2009)
  - جائزة كريستال، منتدى الاقتصاد العالمي، دافوس، سويسرا (2014)
  - USA Rockefeller Fellow ، الولايات المتحدة الأمريكية فنانين، نيويورك (2016)

## وصلات خارجية
- شيرين نشاط على موقع IMDb (الإنجليزية)
- شيرين نشاط على موقع مونزينجر (الألمانية)
- شيرين نشاط على موقع ألو سيني (الفرنسية)
- شيرين نشاط على موقع ميوزك برينز (الإنجليزية)
- شيرين نشاط على موقع أول موفي (الإنجليزية)
- شيرين نشاط على موقع قاعدة بيانات الأفلام السويدية (السويدية)
- شيرين نشاط على موقع ديسكوغز (الإنجليزية)
- شيرين نشاط على موقع قاعدة بيانات الفيلم (الإنجليزية)
- شيرين نشاط على موقع كينوبويسك (الروسية)